# Index (entreprise)
Index Corporation (株式会社インデックス, Kabushiki gaisha Indekkusu), créé en 1995[réf. nécessaire] et siégeant à Tokyo au Japon, est une entreprise spécialisée dans la distribution de contenus sur mobile, solutions de services mobiles et m-commerce. En 2013, la société est rachetée par Sega Sammy Holdings et intégrée en tant que filiale à Sega Corporation. 

## Historique
L'entreprise, spécialisée dans la distribution de contenus sur mobile, solutions de services mobiles et m-commerce, se développe dans le domaine du divertissement notamment en rachetant le studio spécialisé dans l'anime Madhouse, des entreprises de jeux vidéo Atlus et Interchannel, et l’entreprise de production de film  Nikkatsu. Index  rachète 99,42 % du capital du club de football de Grenoble, le GF38 en 2004.
Le 9 novembre 2010, Index Holdings (株式会社インデックス・ホールディングス) annonce le renommage de l'entreprise en Index Corporation (株式会社インデックス) à partir du 1er décembre 2010.

Logo d'Index avant 2014

Jusqu'en 2013, la société se sépare de la plupart de ses filiales. En juin 2013, à la suite d'enquêtes pour fraude, Index Corporation est contraint de se déclarer en faillite. Le 18 septembre 2013, Sega Sammy Holdings rachète les actifs et intègre l'entreprise à la filiale Sega Dream Corporation de Sega. Elle reprend les opérations de la société, dont le studio Atlus, pour un montant total estimé à 14 milliards de yens (105 millions d'euros) selon le Nikkei. Sega Dream Corporation est renommée Index Corporation le 1er novembre 2013.
Le 18 février 2014, Sega Sammy Holdings annonce la séparation d'une partie de l'activité de l’entreprise au 1er avril 2014. Une filiale est créée sous l'ancien nom de Index Corporation et l'autre société est renommée Atlus.

## Filiales
- Index Corp (Thailand) Ltd.

### Anciennes filiales
- Index Magazines Co., Ltd (株式会社インデックス・マガジンズ?)
- Nikkatsu Co., Ltd (日活株式会社?)
- C&C Media Co., Ltd (株式会社シーアンドシーメディア?)
- POLLEX Co., Ltd (POLLEX株式会社)?)
- Index Europe Holdings Limited
- Netindex ES Co., Ltd (株式会社ネットインデックス・イー・エス?)
- net mobile Co., Ltd (株式会社ネットモバイル?)
- Atlus Co., Ltd. (株式会社アトラス?)
- Index Co., Ltd (株式会社インデックス?)
- Madhouse Co., Ltd (株式会社マッドハウス?)
- Rosso Index Co., Ltd (株式会社ロッソインデックス?)
- Netindex Co., Ltd (株式会社ネットインデックス?)
- TEMO Co., Ltd (株式会社テモ?)
- Style Index Co., Ltd (スタイル・インデックス株式会社?)
- Index Media Co., Ltd (インデックス ミーメディア株式会社?)
- Index Multimédia SA (インデックス・マルチメディア?)
- Dynamo amusement Co., Ltd (株式会社ダイナモアミューズメント?)
- Index Digital Media Co., Ltd (インデックス・デジタルメディア?)